# Roger Hassenforder
Roger Hassenforder (* 23. Juli 1930 in Sausheim im Elsass; † 3. Januar 2021 in Colmar) war ein französischer Radrennfahrer und Gastronom.
Hassenforder galt als Unikum und „boute-en-train“ („Ulknudel“) im Hauptfeld der Tour de France. Er wurde international berühmt durch spektakuläre Einlagen wie zum Beispiel Interviews während der Fahrt. Seine acht Etappenerfolge bei der Tour fuhr er von 1953 bis 1959 ein und war dort auch 1953 vier Tage Träger des Gelben Trikots. Er beendete die Tour de France nur einmal, als er 1956 Fünfzigster wurde. 1953 wurde er Sieger des Etappenrennens Tour du Sud-Est. Er war auch im Bahnradsport aktiv. 1955 wurde er Vizemeister in der Einerverfolgung der Profis hinter Henri Andrieux.

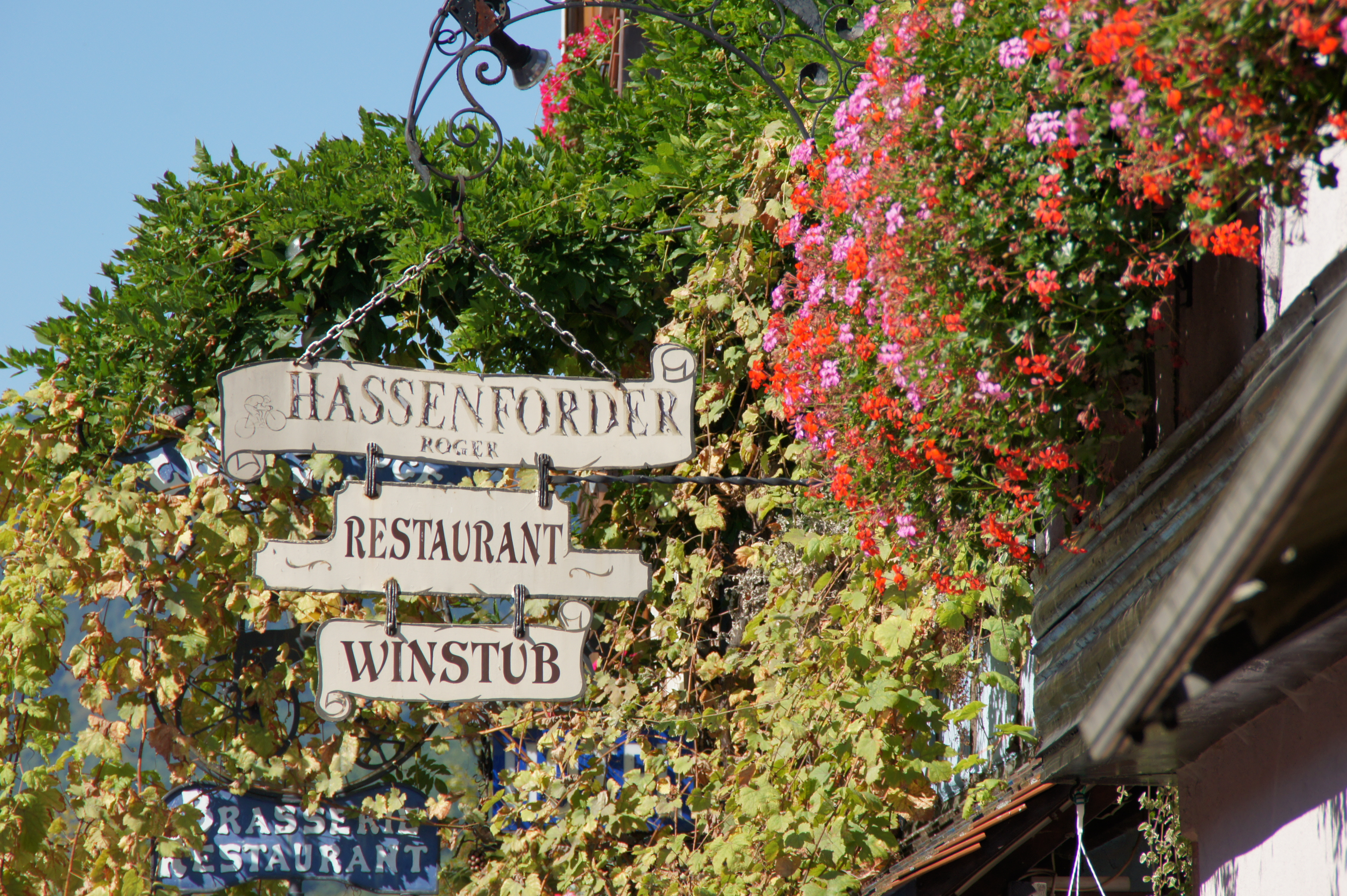
Restaurant Hassenforder (2011)

Nach seiner Radsport-Karriere eröffnete er im elsässischen Kaysersberg ein renommiertes Hotel-Restaurant, das sich in den 1960er Jahren zu einem beliebten Radsportler-Treff entwickelte.

## Erfolge (Auswahl)
1954 
- Gesamtwertung Critérium National

1955 
- eine Etappe Tour de France
- Tour de Picardie

1956 
- Gesamtwertung Critérium National
- vier Etappen Tour de France

1957 
- zwei Etappen Tour de France

1958
- Gesamtwertung Critérium National

1959 
- Boucles de la Seine-Saint-Denis
- eine Etappe Tour de France

1963 
- Französische Meisterschaft – Steherrennen